# Alkanina
Alkanina, anchusina – organiczny związek chemiczny, naturalny, czerwony barwnik, otrzymywany z korzeni alkanny barwierskiej (Alkanna tinctoria) oraz farbownika lekarskiego (Anchusa officinalis). Pochodna naftochinonu. Alkaniny używano jako barwnika zaprawowego, natomiast obecnie wykorzystuje się ją w przemyśle kosmetycznym, w mikroskopii oraz w analizie chemicznej.